# Syngnathus leptorhynchus
Syngnathus leptorhynchus är en fiskart som beskrevs av Girard 1854. Syngnathus leptorhynchus ingår i släktet Syngnathus och familjen kantnålsfiskar. Inga underarter finns listade i Catalogue of Life.